# Bliedenstraße (Wismar)

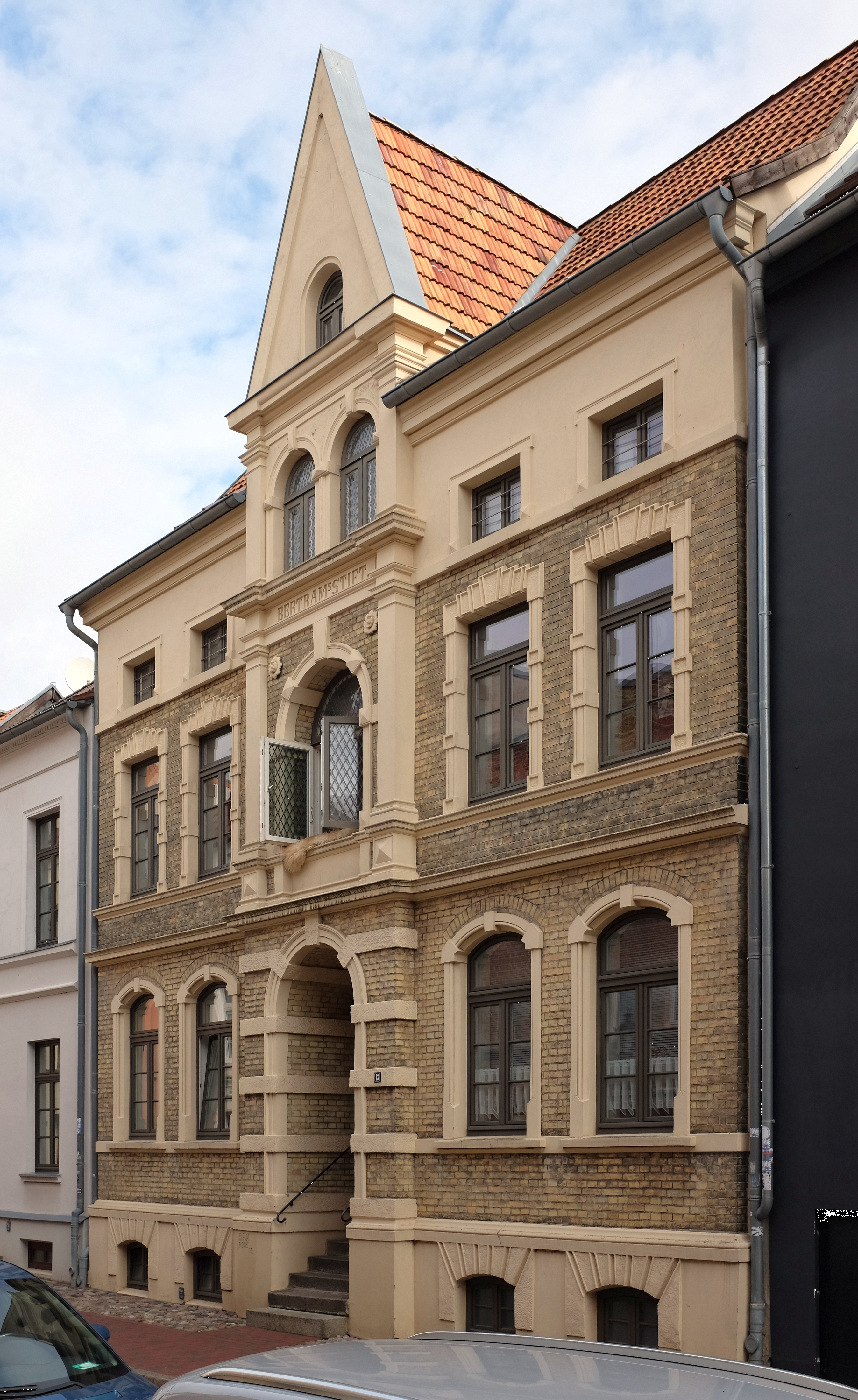
Nr. 13

Die historische Bliedenstraße  befindet sich in Wismar in der Altstadt, die wie der Alte Hafen unter dem besonderen Schutz der UNESCO steht, nachdem Wismar 2002 in die Welterbeliste aufgenommen wurde.
Sie führt in Süd-Nord-Richtung von der Straße Am Schilde / Dankwartstraße bis zum St.-Georgen-Kirchhof und Große Hohe Straße zum Alten Hafen. 

## Nebenstraßen

Wismar zur Zeit der Hanse

Die Nebenstraßen und Anschlussstraßen wurden benannt als Am Schilde nach ihrer früher schildhaften Form, Dankwartstraße nach dem Schmied Tangmar, der 1250 hier seine Schmiede hatte, Papenstraße 1318 platea clericorum, 1434 papenstrate, um 1500 presterstrate nach den Klerikern bzw. Priestern, St.-Georgen-Kirchhof nach der Georgenkirche, Vor dem Fürstenhof nach der Lage und Große Hohe Straße seit dem 13. Jhd. zur Unterscheidung und sie liegt höher als die Kleine Hohe Straße (davor der gemeinsame Name hoge strate by dem vatere).

## Geschichte

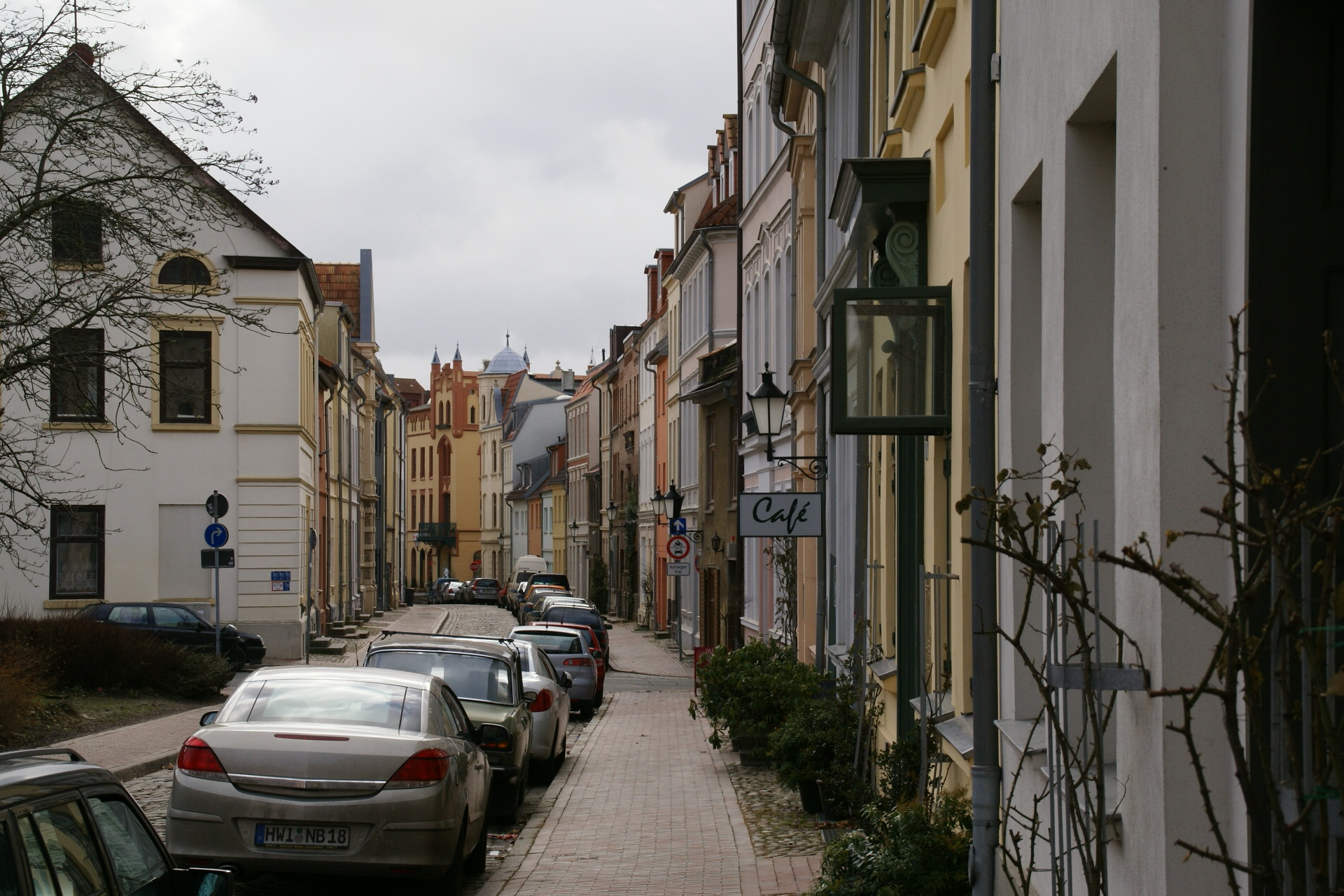
Blick von Norden

### Name
Die Bliedenstraße wurde 1385 erstmals erwähnt, benannt nach der mittelalterlichen hölzernen Wurfwaffe Blide auf Rädern und/oder nach den Bliden, den fast vollständig hölzernen Wurfgeschossen.

### Entwicklung

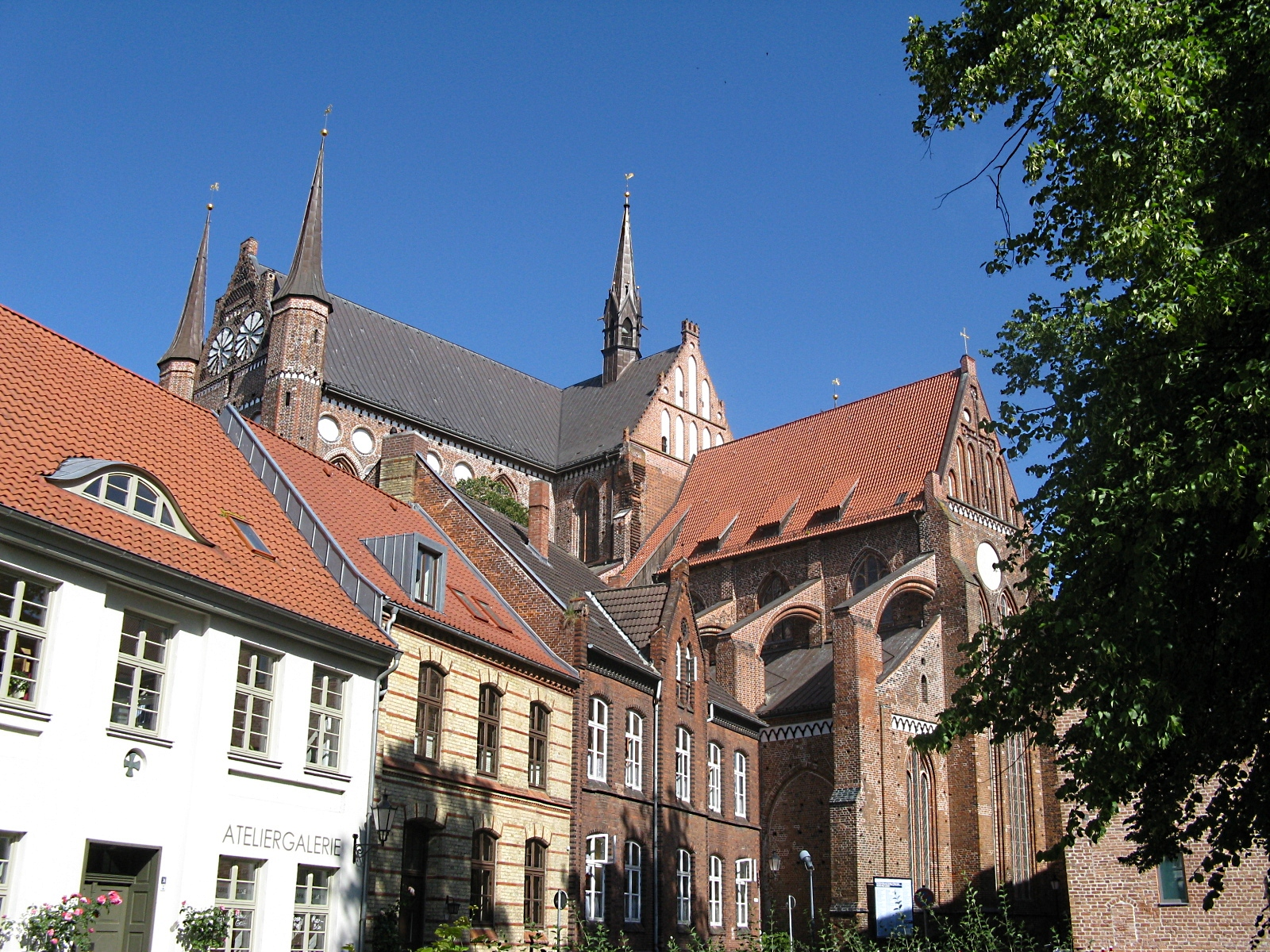
Nr. 36 bis 40 und Georgenkirche: südl. Querschiff + Chor

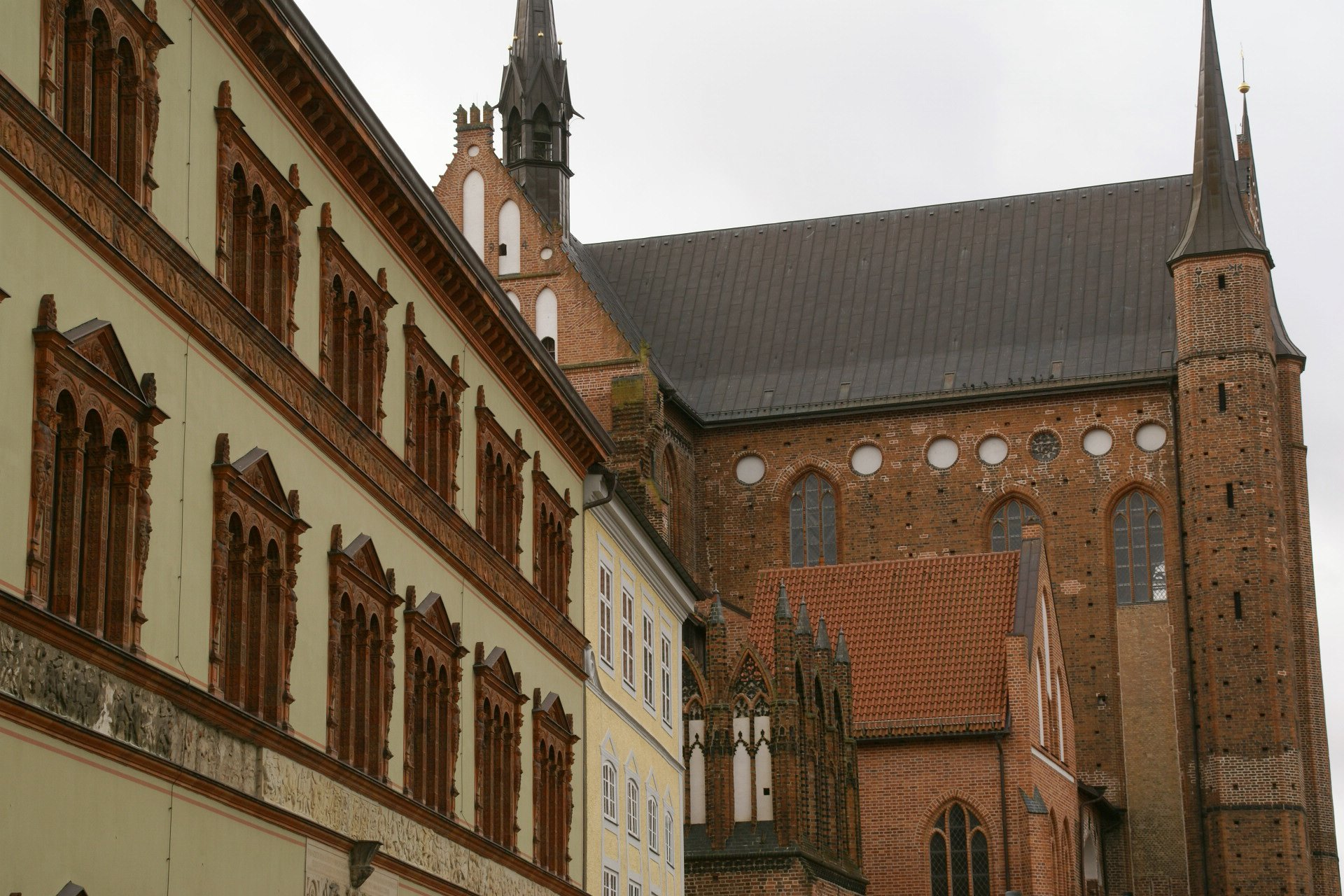
Fürstenhof und Georgenkirche

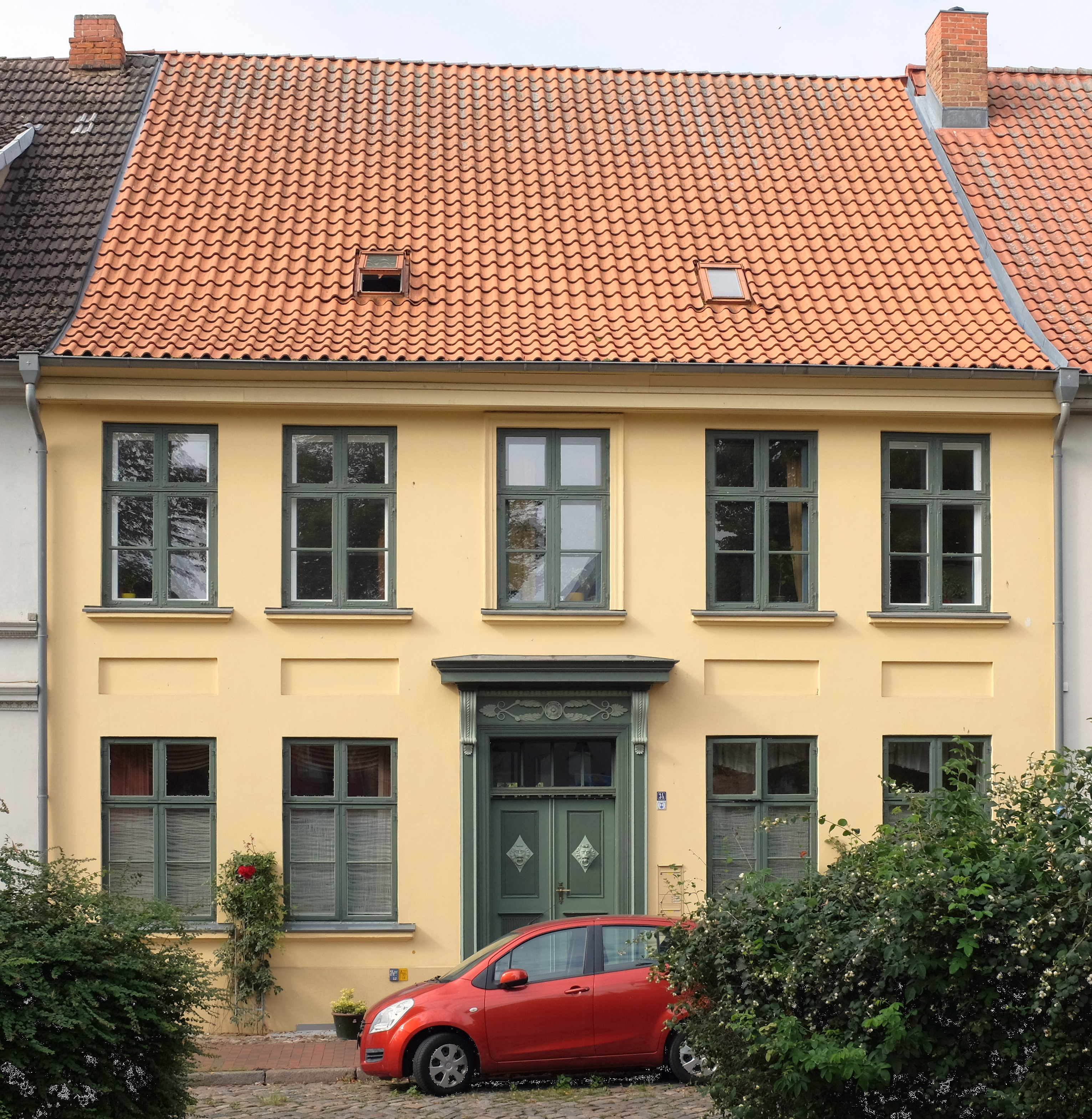
Nr. 34

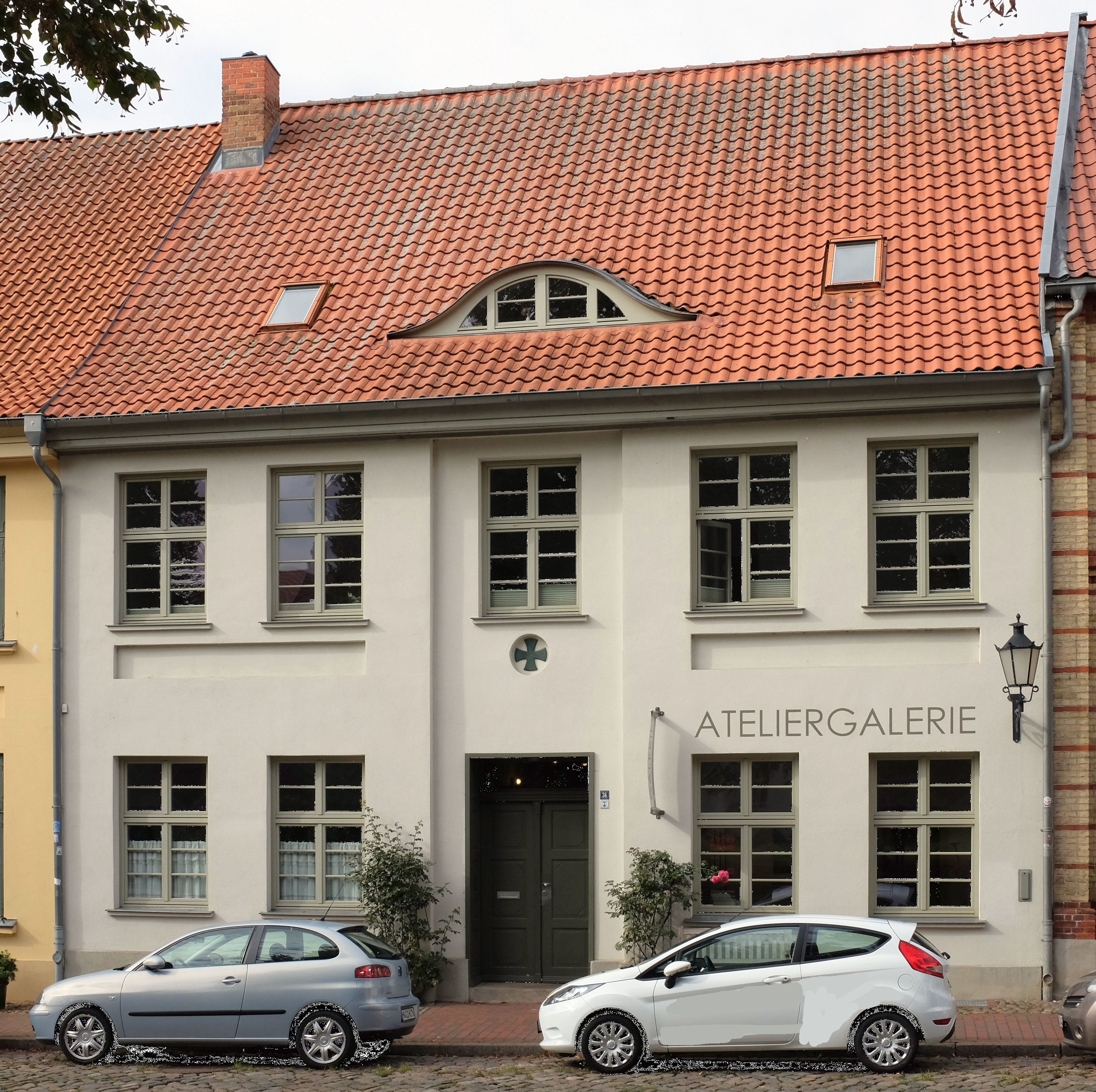
Nr. 36

Wismar wurde im Mittelalter ein wichtiges Mitglied der Hanse.
In diesem Teil der Neustadt gehörte die erste mittelalterliche Pfarrkirche zur zweiten Phase der Stadtgründung bis 1250. Die erste Georgenkirche wurde 1269 erstmals erwähnt. Im ersten Viertel des 14. Jahrhunderts wurde mit dem Neubau der jetzigen Basilika begonnen. 1404 war der Beginn des dritten Bauphase der Kirche. Das Gebiet um die Kirche wurde nun bebaut.
Die Bliedenstraße wurde 2000 saniert mit Granitsteinen für die 4,50 Meter breite Fahrbahn und den üblichen Bockhorner Klinker sowie Katzenkopfpflaster auf dem Gehweg und im Traufenbereich. Einige Gewerbebetriebe siedelten sich inzwischen an.

## Gebäude, Anlagen (Auswahl)
An der ruhigen Straße stehen zumeist zwei- bis dreigeschossige Wohnhäuser sowie die Georgenkirche und der Fürstenhof mit Garten. Die mit (D) gekennzeichneten Häuser stehen unter Denkmalschutz.
- Dankwartstraße Nr. 61: 3-gesch. Wohn- und Geschäftshaus mit 4-gesch. markantem achteckigen Ecktürmchen, früher (seit vor 1914) Buchdruckerei von Martin Pusch
- Nr. 10a: 3-gesch. teils verklinkertes Wohnhaus von um 1905, zeitweise Kolonialwarenhandlung Wilhelm Kofahl, um 2006/08 saniert[4]
- Nr. 13: 3-gesch. Wohnhaus (D) mit mittlerem Giebelrisalit und tiefem Portal als Loggia; der Kaufmann Johann Bertram († 1873) vererbte es als Bertram’sches Stiftungshaus, Umbau 1876 zum Armenwohnhaus, 1999/2000 saniert für die Vereinigten Stiftungen Wismar[5]
- Nr. 16a: 2-gesch. Wohnhaus mit saniertem gotischen Kellergewölbe
- Blieden-, Ecke Papenstraße: 2-gesch. barockes und überformtes Wohn- und Geschäftshaus mit Anbau; früher mit einem ehem. alten Bierlokal, das als Gaststätte seit 1555 viele Eigentümer hatte, u. a. ab 1892 Johannes Schröder und ab 1927 als Restaurant Zur Klause und heute Tommis Bierbar von Thomas Schaaf[6]
- Blieden-, Ecke Papenstraße: Von 1810 bis um 1850 Militärlazarett
- Nr. 28: 3-gesch. klassizistisches Wohnhaus (D) mit Mezzaningeschoss
- Nr. 30: 2-gesch. spätklassizistisches Wohnhaus von 1846 (D) mit Mezzaningeschoss und Pilaster am Portal; das ehemalige Velthusen-Witwenhaus, auch Krämerwitwenhaus, wurde durch die 1742 gegründete Stiftung der Erben des Weinhändlers und Senators Johann Jürgen Velthusen finanziert, Familienwappen aus Sandstein an der Fassade des OGs; saniert 2001/02 durch die Vereinigten Stiftungen Wismar.[7][8]
- Nr. 32: 2-gesch. saniertes Wohn- und Geschäftshaus mit Fürstenhof Café, früher ab 1946 Säuglingsheim für 20 Kinder
- Nr. 34: 2-gesch. einfaches klassizistisches Wohnhaus (D), saniert 2000[9]
- Nr. 36: 2-gesch. einfaches klassizistisches ehem. Pfarrhaus (D) mit spätgotischem Kreuzgewölbe im KG und Fledermausgaube; heute mit Galerie und Ferienwohnung, saniert 2000[10][11]
- Nr. 38: 2-gesch. gelbverklinkertes saniertes Wohnhaus mit roten horizontalen Streifen
- Nr. 40: 2-gesch. historisierendes, verklinkertes, saniertes Haus der Kirchengemeinde mit Giebelrisalit und kräftigem Gesims; Sitz des Förderkreises St.-Georgen zu Wismar
- Park am Fürstenhof (D), saniert um 2009 und die frühere Baumreihe wurde wieder angepflanzt[12]
- Vor dem Fürstenhof Nr. 1: 3-gesch. Fürstenhof aus der Renaissance von 1554 mit dem spätgotischen Bauwerk Alter Hof von 1513 (D); heute Amtsgericht Wismar
- Gotische Georgenkirche von um 1269 (D) aus der dritten Phase der Stadtgründung

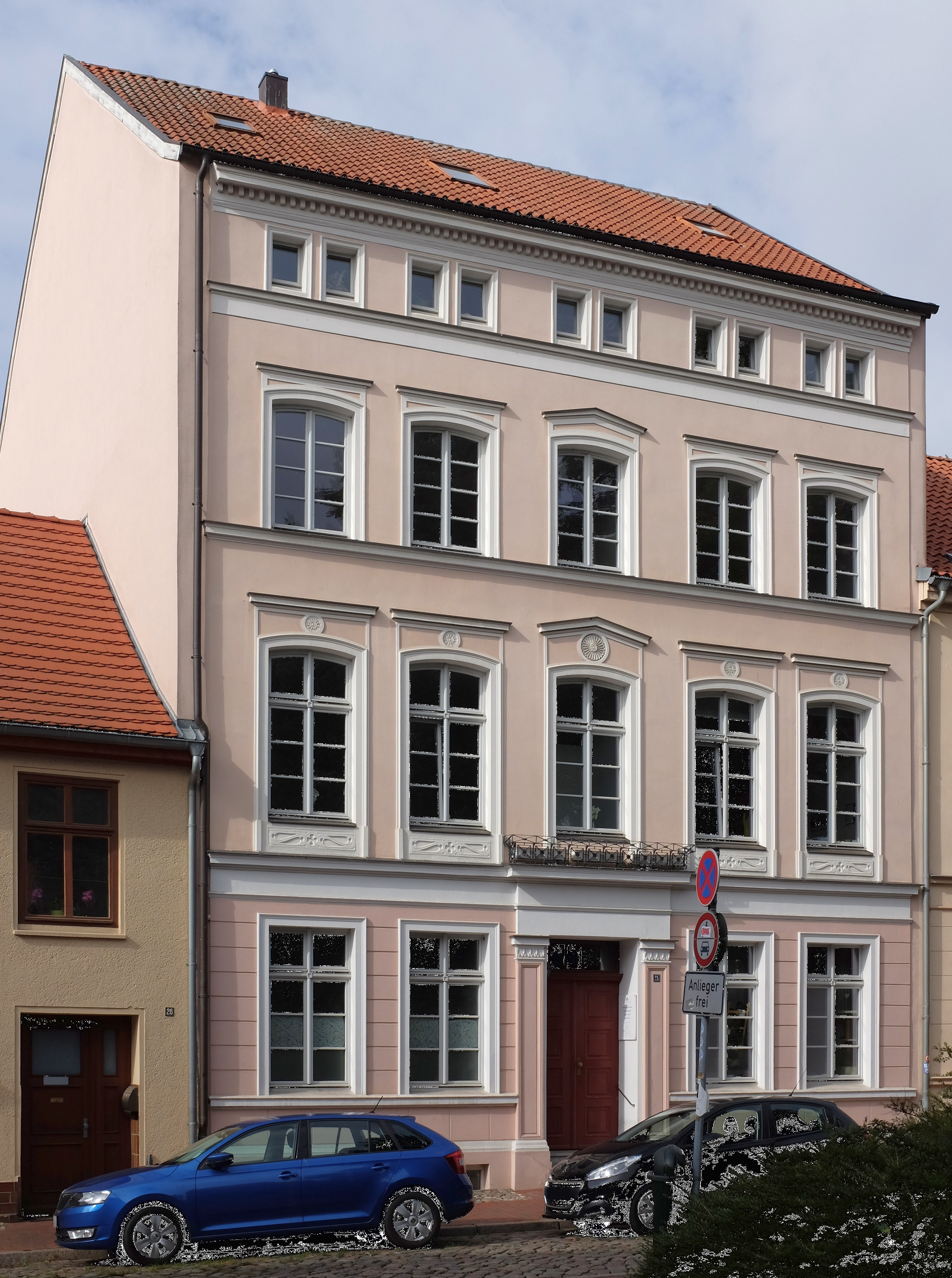
Nr. 28
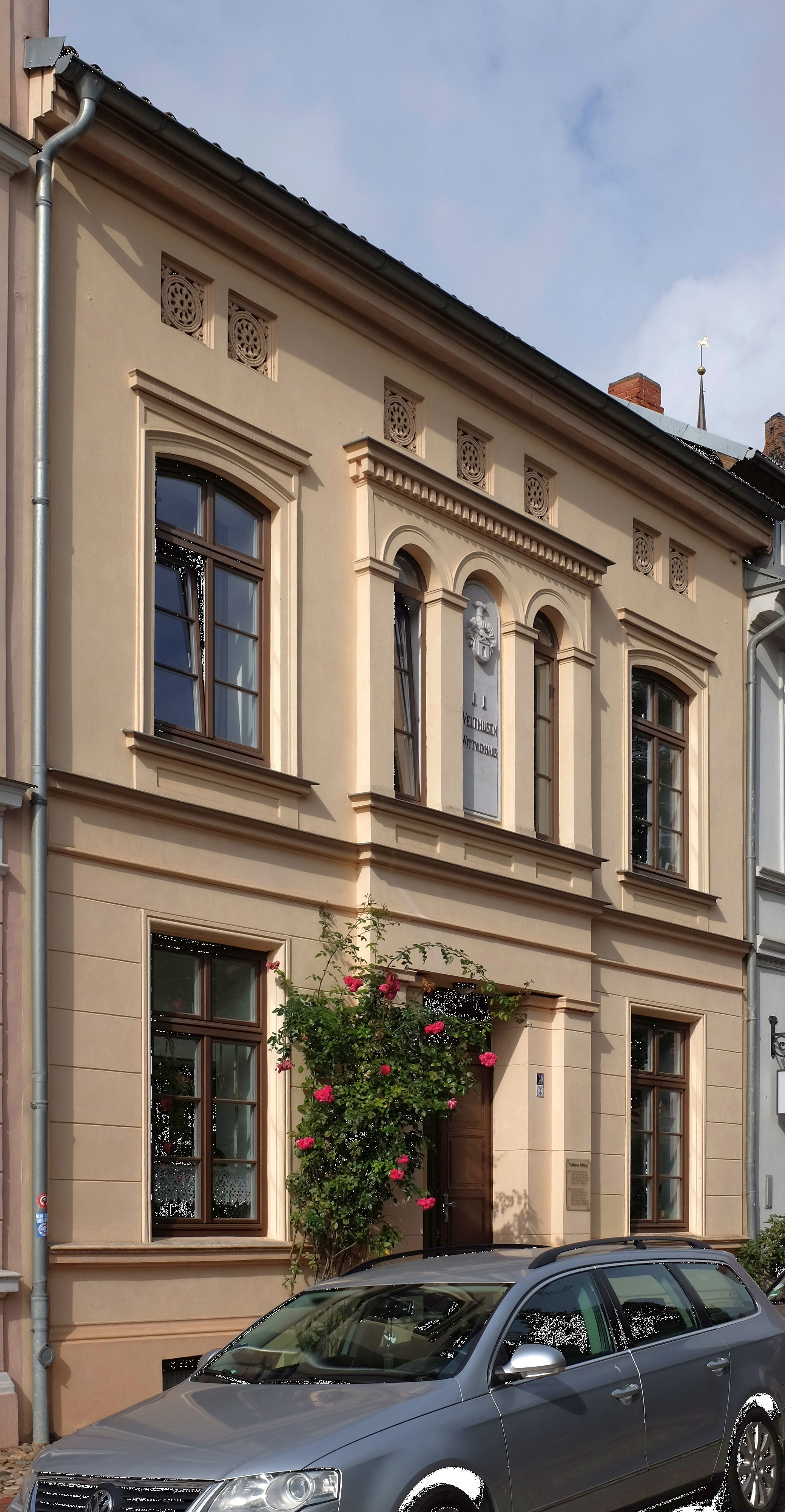
Nr. 30
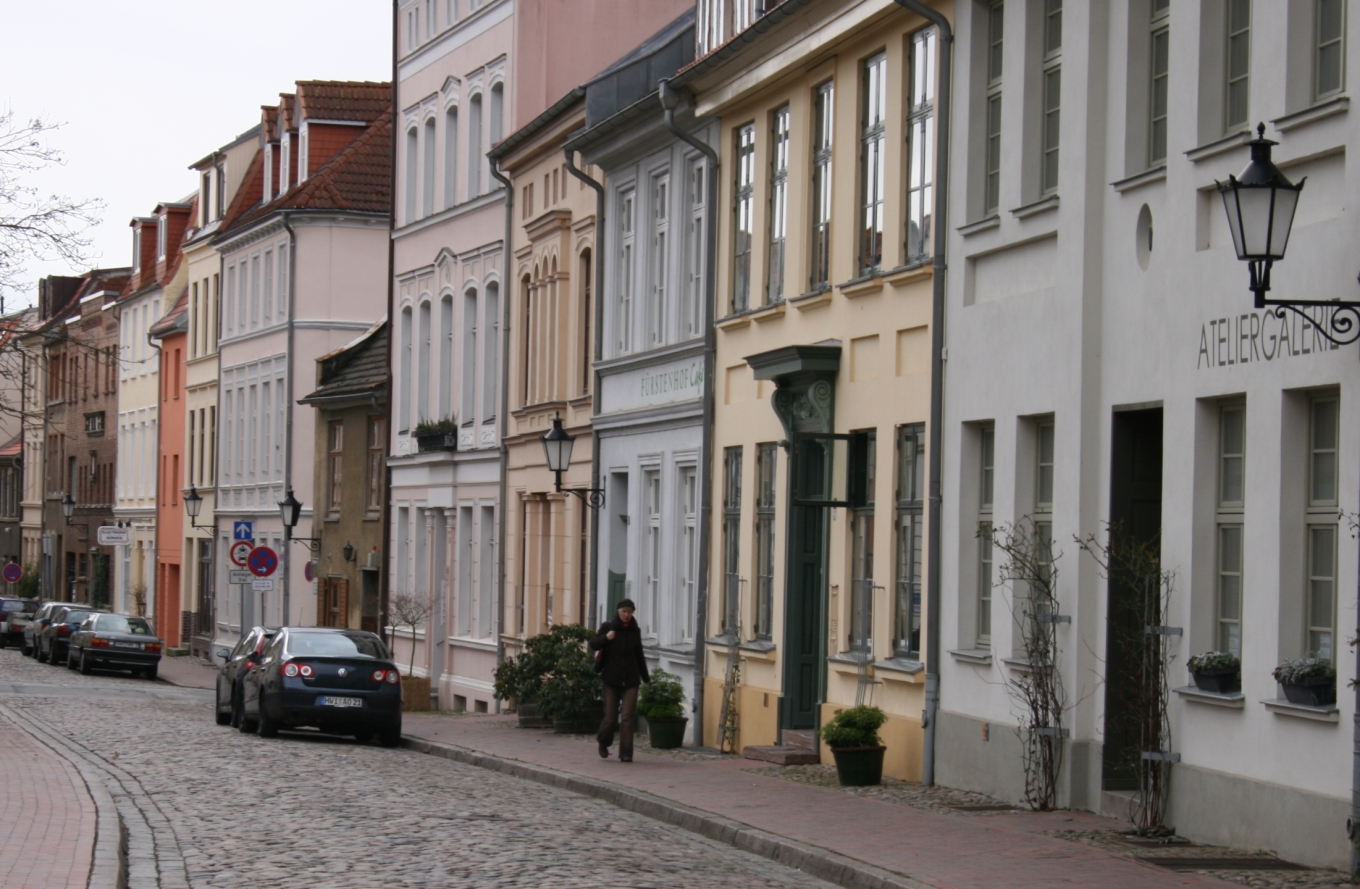
Nr. 36 vorne rechts
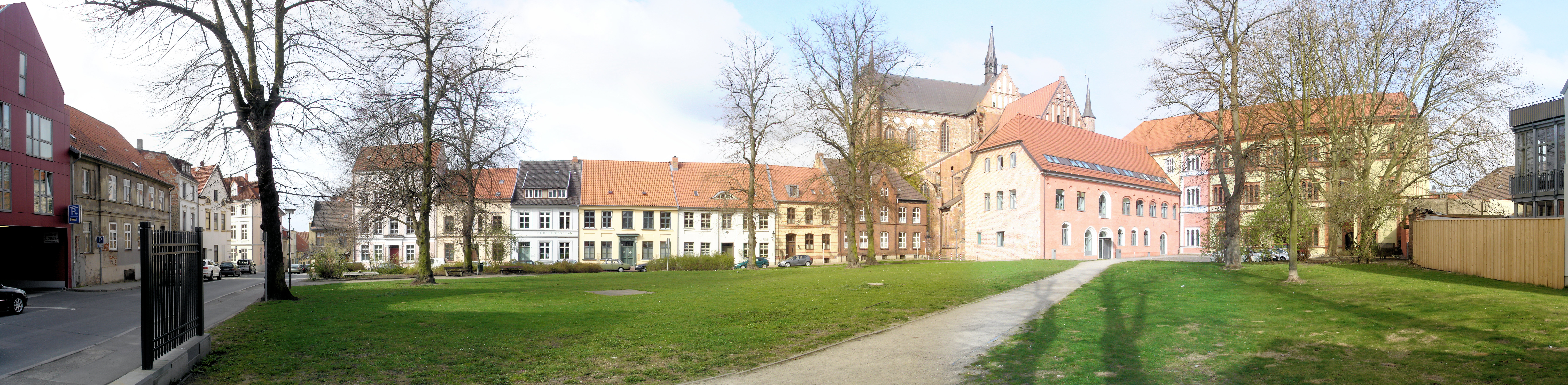
Park und Nr. 28 bis 40